# KOMDIV-64
A KOMDIV-64 (oroszul: КОМДИВ-64) az Orosz Tudományos Akadémia Számítógép-technológiai Tudományos Kutatóintézete (НИИСИ РАН) által 2007-től kezdődően fejlesztett 64 bites egymagos RISC mikroprocesszor. Ez a processzor binárisan kompatibilis a PMC-Sierra RM7000-es processzorával.
Ezek a mikroprocesszorok a MIPS IV utasításkészlet-architektúrát (ISA) implemenálják.
A chipek jelölése 1890VM5 (1890ВМ5).

## KOMDIV-64 jellemzők
- utasításkészlet-architektúra (ISA): MIPS IV revízió
- in-order (sorrendi végrehajtású), dual-issue (kettős kibocsátású) szuperskalár végrehajtás
- 5-fokozatú integer utasítás-futószalag (instruction pipeline)
- 7-fokozatú lebegőpontos utasítás-futószalag
- 16 KiB L1 utasítás-gyorsítótár
- 16 KiB L1 adat-gyorsítótár
- 256 KiB L2 gyorsítótár
- órajel: 120 MHz – 350 MHz
- 26,6 millió tranzisztor